# Боченаго
Боченаго (итал. Bocenago) је насеље у Италији у округу Тренто, региону Трентино-Јужни Тирол.
Према процени из 2011. у насељу је живело 389 становника. Насеље се налази на надморској висини од 754 м.

## Становништво
| 1931. | 1936. | 1951. | 1961. | 1971. | 1981. | 1991. | 2001. | 2011. |
| ----- | ----- | ----- | ----- | ----- | ----- | ----- | ----- | ----- |
| 413   | 370   | 346   | 369   | 307   | 300   | 319   | 372   | 407   |